# 云甸镇
云甸镇，原为云甸乡，是中华人民共和国四川省凉山彝族自治州会理市下辖的一个乡镇级行政单位。2012年，撤乡设镇。2019年12月，撤销白果湾乡，将原白果湾乡大水村、新马村、天宝村、前马村所属行政区域划归云甸镇管辖。

## 行政区划
云甸镇下辖以下地区：
甸沙关村、云田村、云雀村、荆凉村、沙元村、云兴村、云桔村、巴松村和油房村。